# 关玉衡

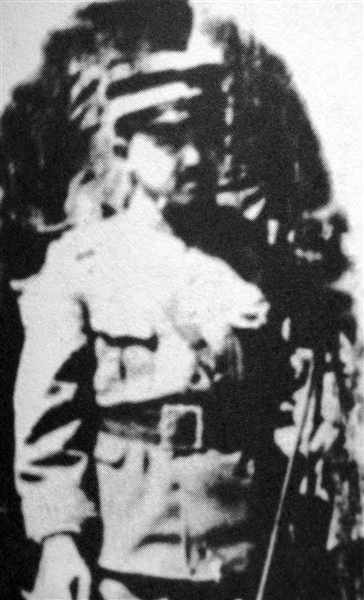
关玉衡

关玉衡（1898年—1965年），原名瑞玑，字以行，中国黑龙江省牡丹江市宁安县人，东北军军人，1931年“中村事件”的主要人物之一。

## 生平
关玉衡1898年出生于吉林省宁安县，父亲关福绵，为当时吉林省政府议员。1920年，关玉衡在东北讲武堂学习，后参加东北军。
1931年，关玉衡时任东北军兴安屯垦公署第三团团长，下令秘密处决日本间谍中村震太郎。关玉衡随后将情况上报，在北平的张学良得知后，立即电令“妥善灭迹，做好保密”。然而日军还是得知了这个消息，向南京外交部要求调查。张学良迫于压力将关玉衡押解至沈阳，9月17日关玉衡被带去向日本驻沈阳总领事林久治郎陈述经过。次日九一八事变爆发。
关玉衡在九一八事变之后，于9月20日化装乘火车逃往北平，受到张学良的接见。关作为军人参加了抗日战争。1953年他回到了宁安县。1956年，当选为黑龙江省人大代表、省政协委员。1965年病逝。